# Zhu Juefeng
Zhu Juefeng (chiń. 朱覺鳳; pinyin Zhū Juéfèng; ur. 5 maja 1964) – chińska piłkarka ręczna, medalistka olimpijska.
Uczestniczka Letnich Igrzysk Olimpijskich 1984, podczas których reprezentacja Chin zdobyła brązowy medal. Wystąpiła we wszystkich pięciu spotkaniach tego turnieju (w tym przeciwko Stanom Zjednoczonym, RFN, Korei Południowej, Austrii i Jugosławii), strzelając łącznie dziesięć bramek.
Wzięła udział w mistrzostwach świata w 1986 roku, podczas których Chiny zajęły dziewiąte miejsce. Zhu strzeliła 16 bramek w tym turnieju.